# Comuna Ciumalovo, Teceu
Ciumalovo (în ucraineană Чумальово) este o comună în raionul Teceu, regiunea Transcarpatia, Ucraina, formată din satele Ciumalovo (reședința) și Rivne.

## Demografie
Componența lingvistică a comunei Ciumalovo
     Ucraineană (99,04%)
     Alte limbi (0,92%)
Conform recensământului din 2001, majoritatea populației comunei Ciumalovo era vorbitoare de ucraineană (99,04%), existând în minoritate și vorbitori de alte limbi.